# Gubernia Livonia

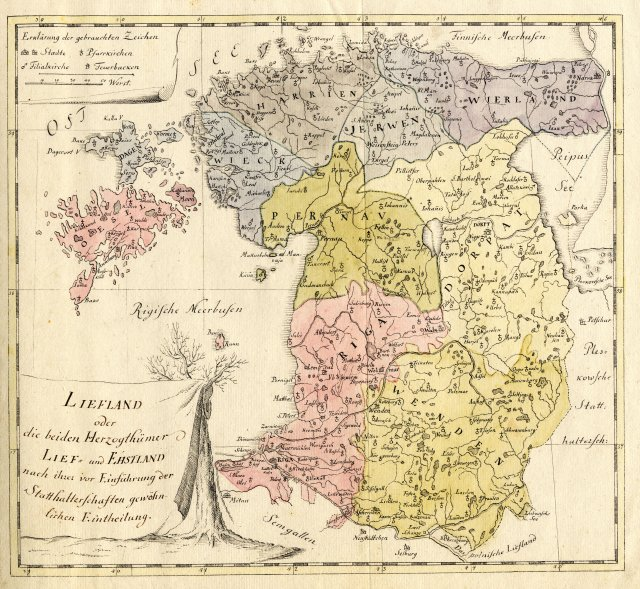
Guberniile Livonia și Estonia

Gubernia Livonia (în rusă Лифляндская губерния, Lifliandskaia gubernia; în germană Gouvernement Livland, Livländisches Gouvernement; în letonă Vidzemes guberņa, după regiunea Vidzeme locuită de letoni) a fost una dintre guberniile baltice ale Imperiului Rus, a cărui teritoriu este împărțit acum între Republica Letonia și Republica Estonia.

## Istoric

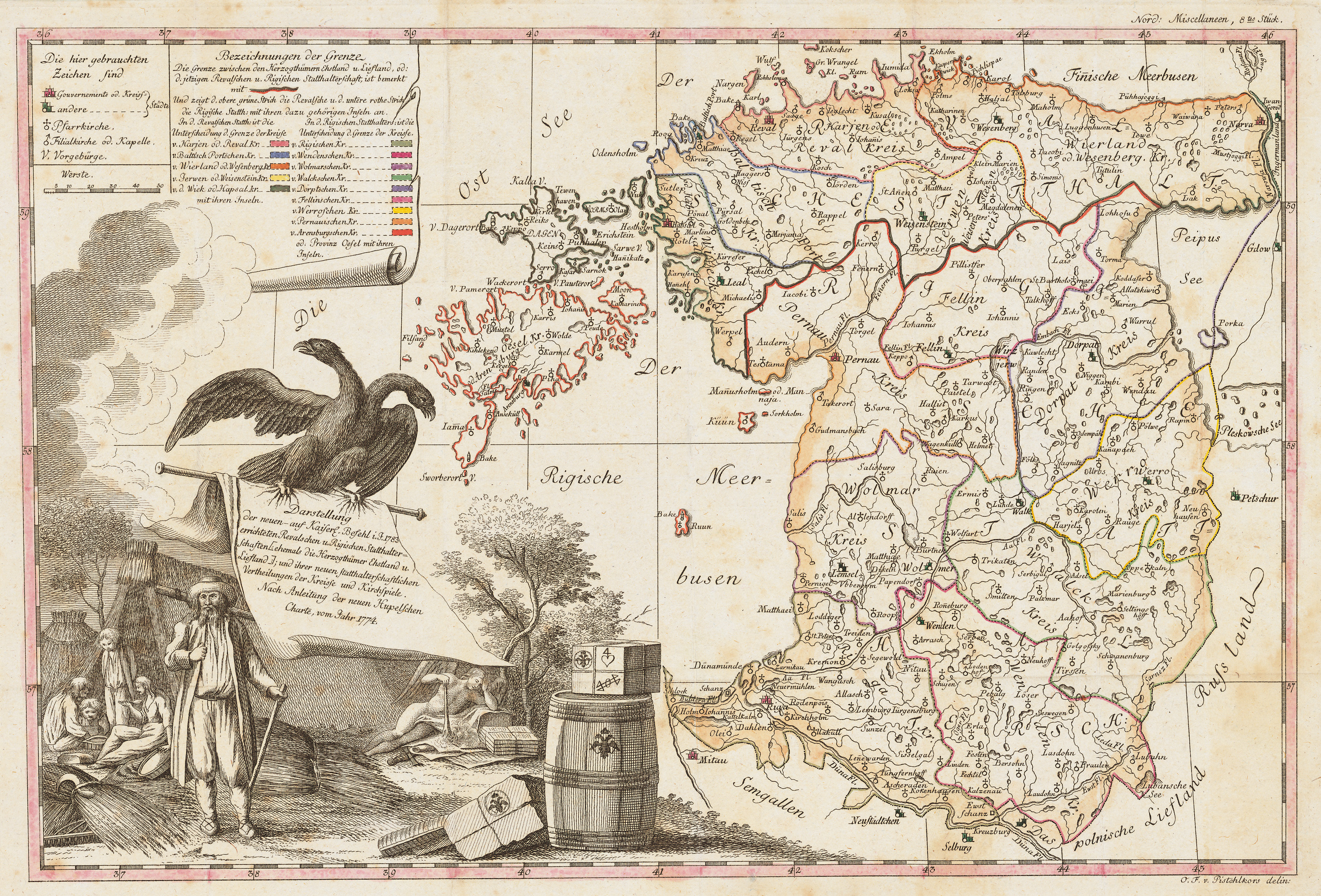
Harta viceregatelor Riga și Reval, 1783

După capitularea Estoniei și Livoniei în 1710, țarul Petru cel Mare a înființat pe 28 iulie 1713 gubernia Riga (în rusă Рижская губерния), care a inclus, de asemenea, uezdul Smolensk, uezdul Dorogobuj, uezdul Roslavl și uezdul Viazma din gubernia Smolensk.
Suedia a cedat în mod oficial Livonia Suedeză către Rusia în 1721 prin Tratatul de la Nystad. În 1722 comitatul Tartu a fost adăugat guberniei Riga. În 1726 gubernia Smolensk a fost separată de gubernia Riga, care avea acum cinci provincii - Rīga, Cēsis, Tartu, Pärnu și Saaremaa. În 1783 comitatul Sloka a fost adăugat guberniei. Pe 3 iulie 1783 Ecaterina cea Mare a reorganizat gubernia în viceregatul Riga. Abia în 1796, după cea de-a Treia Împărțire a Poloniei acest teritoriu a fost redenumit gubernia Livonia. 
Până la sfârșitul secolului al XIX-lea gubernia nu a fost guvernată după legile rusești, ci a fost administrată în mod autonom de către nobilimea baltică germană locală prin Landtagul feudal (Liefländischer Landtag). Nobilii germani au insistat să-și păstreze privilegiile și să folosească limba germană. În 1816 țarul Alexandru I i-a eliberat pe iobagii din Livonia, într-un act precursor al planului de eliberare a iobagilor din restul Rusiei.
După Revoluția din februarie 1917, partea de nord a guberniei Livonia a fost unită cu gubernia Estonia, formând gubernia autonomă a Estoniei. Gubernia autonomă a Estoniei a emis Declarația de Independență a Estoniei pe 24 februarie 1918, cu o zi înainte ca teritoriul guberniei să fie ocupat de trupele germane în timpul Primului Război Mondial. 
Prin semnarea Tratatului de la Brest-Litovsk din 3 martie 1918, Rusia Bolșevică a acceptat pierderea guberniei Livonia, iar prin acordurile încheiate la Berlin pe 27 august 1918 gubernia autonomă a Estonei și gubernia Livonia au fost despărțite de Rusia.

## Diviziuni administrative
Gubernia Livonia a fost împărțită în 9 comitate (Kreis).
| # | Comitat (Kreis) | Centru administrativ (pop.) | Suprafață (verste2) | Populație |
| - | --------------- | --------------------------- | ------------------- | --------- |
| 1 | Kreis Walk      | Walk (10,922)               | 5.298,7             | 120.585   |
| 2 | Kreis Wenden    | Wenden (6,356)              | 4.953,7             | 124.208   |
| 3 | Kreis Werro     | Werro (4,152)               | 3.744,2             | 97.185    |
| 4 | Kreis Wolmar    | Wolmar (5,050)              | 4.358,1             | 112.836   |
| 5 | Kreis Pernau    | Pernau (12,898)             | 4.694,9             | 98.123    |
| 6 | Kreis Riga      | Riga (282,230)              | 5.468,4             | 396.101   |
| 7 | Kreis Fellin    | Fellin (736)                | 4.015,2             | 99.747    |
| 8 | Kreis Ösel      | Arensburg (4603)            | 2.515,5             | 60.263    |
| 9 | Kreis Dorpat    | Dorpat (Iuriev) (42,308)    | 6.276,7             | 190.317   |

Notă: După declarația „Cu privire la autonomia Estoniei” din 30 martie 1917 a guvernului provizoriu al Rusiei, elaborată în urma Revoluției din Februarie, Gubernia Livonia a fost divizată: cinci comitate nordice (Kreis) cu populație estonă (Iuriev (Derpt), Pernov, Fellin, Verro și Ezel), precum și localitățile locuite de estonieni în comitatul Valk au fost toate incluse în compoziția guberniei Estonia. Cu toate acestea, noua frontieră între guberniile Estonia și Livonia nu a fost niciodată trasată în mod oficial.

## Limbi
- Potrivit recensământului imperial din 1897.[5] Cu litere îngroșate sunt trecute limbile vorbite de mai mulți oameni decât limba de stat.

| Limba                                         | Număr     | Procent (%) | Bărbați | Femei   |
| --------------------------------------------- | --------- | ----------- | ------- | ------- |
| Letonă                                        | 563.929   | 43,4        | 271.215 | 292.714 |
| Estonă                                        | 518.594   | 39,91       | 247.348 | 271.246 |
| Germană                                       | 98.573    | 7,58        | 44.770  | 53.803  |
| Rusă                                          | 68.124    | 5,24        | 38.844  | 29.280  |
| Idiș                                          | 23.728    | 1,82        | 12.189  | 11.539  |
| Poloneză                                      | 15.132    | 1,16        | 8.321   | 6.811   |
| Lituaniană                                    | 6.594     | 0,5         | 4.131   | 2.463   |
| Persoane care nu și-au declarat limba maternă | 154       | >0,1        | 71      | 83      |
| Alte limbi                                    | 4.537     | 0,34        | 3.109   | 1.428   |
| Total                                         | 1.299.365 | 100         | 629.992 | 669.373 |

## Listă de guvernatori
- 1712–1719 Aleksandr Danilovich Menșikov
- 1719–1726 Anikita Repnin
- 1727–1751 Peter Lacy
- 1734–1736 Karl von Hochmuth (locotenent de guvernator)
- 1751–1753 Vladimir Petrovici Dolgoruki
- 1753–1758 Piotr Vojeikov (viceguvernator)
- 1758–1761 Vladimir Petrovici Dolgoruki
- 1762–1791 George von Browne
- 1792–1798 Nikolai Repnin
- 1798–1800 Ludwig von Nagell
- 1800–1801 Peter Ludwig von der Pahlen
- 1801–1803 Serghei Fiodorovici Golițîn
- 1803–1807 Friedrich Wilhelm von Buxhoeveden
- 1807–1810 Ivan Repiev
- 1810–1812 Dmitri Ivanovici Lobanov-Rostovski
- 1812–1812 Johann Magnus von Essen
- 1812–1829 Filippo Paulucci
- 1829–1845 Carl Magnus von der Pahlen
- 1845–1848 Evgheni Golovin
- 1848–1861 Alexander Arkadievici Suvorov
- 1861–1864 Wilhelm Heinrich von Lieven
- 1864–1866 Piotr Andreevici Șuvalov
- 1866–1866 Eduard Baranov
- 1866–1876 Peter Bagrationi
- 1876–1883 Alexander von Üxküll-Güldenband
- 1883–1885 Ivan Șevici
- 1885–1895 Mihail Zinoviev
- 1895–1900 Vladimir Surovcev
- 1901–1905 Mihail Pașkov
- 1905–1906 Vasili Sollogub
- 1906–1909 Alexander Möller-Zakomelski
- 1909–1914 Nikolai Zveghincev
- 1914–1916 Arkadi Kelepovski
- 1916–1917 Nikolai Lavrinovski
- 1917 Serghei Șidlovski
- 1917 Andrejs Krastkalns (comisar al Guvernului Provizoriu Rus din 18 martie până în 3 aprilie)